# روزالبا نری
روزالبا نری (ایتالیایی: Rosalba Neri؛ زادهٔ ۱۹ ژوئن ۱۹۳۹) یک بازیگر اهل ایتالیا است. 
از فیلم‌هایی که وی در آن نقش داشته است، می‌توان به دکامرون ۳۰۰، شب عروسی شیطان، ال سید، سرسخت و مقتدر، استر و شاه، لاکی مرموز، آرنا، هتل اسلاتر، قلعه فو مانچو، لیبرا، عشق من، اغواگران، مجنون!، مکان قرار ملاقات، آریزونا کلت بازمی‌گردد، میهمان و ۹۹ زن اشاره کرد.